# کازوکو کوروساوا
کازوکو کوروساوا (انگلیسی: Kazuko Kurosawa؛ زادهٔ ۲۹ آوریل ۱۹۵۴) طراح صحنه و لباس اهل ژاپن است. وی دختر کارگردان معروف سینما آکیرا کوروساوا است.